# Koyukuk (Alaska)
Pour les articles homonymes, voir Koyukuk.
Koyukuk est une localité d'Alaska aux États-Unis, dans la Région de recensement de Yukon-Koyukuk. Au recensement de 2010 sa population était de 96 habitants.

## Situation - climat
Elle est située sur le fleuve Yukon, à son confluent avec la Koyukuk, à 48 km à l'est de Galena et à 467 km à vol d'oiseau de Fairbanks.
Les températures extrêmes sont de −53 °C en janvier à 33 °C en juillet.

## Histoire
Les Athabascans avaient à cet endroit différents camps entre lesquels ils se déplaçaient en suivant les migrations du gibier, ainsi que des camps de pêche le long du Yukon et de la rivière Nowitna. Ils pratiquaient aussi le commerce avec les Eskimos de la rivière Kobuk. En 1838, un comptoir russe a été établi près de Nulato. Mais des épidémies de variole décimaient la population.
Un télégraphe militaire a été construit le long de la rive nord du Yukon en 1867, et Koyukuk en devint la principale station. Un comptoir ouvrit en 1880, juste avant la ruée vers l'or de 1884-1885. Il y avait alors environ 150 personnes qui vivaient dans le village, une mission catholique et une école ouvrirent alors à Nulato en 1887.
La poste a été ouverte de 1898 à 1900 et une intense activité par bateaux à vapeur se déployait alors sur le fleuve avec 46 bâtiments en exercice. Une épidémie de rougeole fit baisser le nombre d'habitants du tiers. Les chercheurs d'or quittèrent la région après 1906, toutefois, les mines de plomb de Galena commencèrent à être exploitées dès 1919. La première école a été construite en 1939, ce qui amena la sédentarisation des habitants, lesquels souffrirent largement des inondations du Yukon et du Koyukuk.
Seuls les instances tribales et le commerce local permettent une activité à plein temps aux habitants, qui pratiquent toujours une économie de subsistance à base de chasse, de pêche et de cueillette.

## Démographie
| 1880 | 1890 | 1910 | 1920 | 1930 | 1940 | 1950 | 1960 |
| ---- | ---- | ---- | ---- | ---- | ---- | ---- | ---- |
| 150  | 174  | 121  | 124  | 143  | 106  | 79   | 128  |

| 1970 | 1980 | 1990 | 2000 | 2010 | - | - | - |
| ---- | ---- | ---- | ---- | ---- | - | - | - |
| 124  | 98   | 126  | 101  | 96   | - | - | - |

## Sources et références
- (en) CIS

- (en) Cet article est partiellement ou en totalité issu de l’article de Wikipédia en anglais intitulé « Koyukuk, Alaska » (voir la liste des auteurs).

1. ↑  « Statistiques des États-Unis - Alaska - Profils des communautés de 2010 » (consulté en novembre 2020)